# Glândula rostral
A glândula rostral é uma glândula serosa que pode ser encontrada em répteis.  Basicamente, no corpo do animal, ela une as supralabiais de cada lado e, por ser cheia, não possui cavidade interna, fazendo com que cada uma das duas partes possua uma estrutura diferente: sua parte anterior e posterior são glândulas mucosas, a parte mediana, em contrapartida, é uma glândua granulosa.